# Kanzleistil
Als Kanzleistil bezeichnet man einen sprachlich aufwendig formulierten Schriftverkehr, zumal im Umgang mit Behörden, Anwälten und Gerichten.

## Geschichte
Der Ursprung des Begriffs lässt sich bis ins Mittelalter zurückverfolgen; dort umfasste der canzley-styl formelle, in Handbüchern definierte Schreibregeln für gerichtliche Schriftstücke und Amtstexte unter Einbezug lateinischer Fachbegriffe.

## Gegenwart
In der heutigen Alltagssprache hat der Begriff oftmals eine negative Bedeutung (vgl. Juristenlatein). Man verwendet ihn vor allem dann, wenn ein Text wegen seiner Umständlichkeit und Häufung verschachtelter Satzkonstruktionen und Fremdwörter kritisiert wird. Beispiel für diesen Kanzleistil ist die Definition des Eisenbahnunternehmens durch das Reichsgericht (Fall: Betrieb einer Eisenbahn und Betriebsunternehmen im Sinne des Reichshaftpflichtgesetzes, Urteil vom 17. März 1879, Aktenzeichen I 23/80, RGZ 1, 247, 252):

„Sprachlich bedeutet Eisenbahn ganz allgemein eine Bahn von Eisen zwecks Bewegung von Gegenständen auf derselben. Verknüpft man diesen Wortlaut mit dem Gesetzeszweck, und erwägt man, daß die eigenartige Nützlichkeit und gleichzeitig Gefährlichkeit des metallischen Transportgrundes, in der (durch dessen Konsistenz, sowie durch dessen, das Hindernis der Reibung vermindernde Formation und Glätte gegebenen) Möglichkeit besteht, große Gewichtsmassen auf jenem Grunde fortzubewegen und eine verhältnismäßig bedeutende Geschwindigkeit der Transportbewegung zu erzeugen, so gelangt man im Geiste des Gesetzes zu keiner engeren Bestimmung jener sprachlichen Bedeutung des Wortes Eisenbahn, um den Begriff eines Eisenbahnunternehmens im Sinne des §. 1 des Gesetzes zu gewinnen, als derjenigen:
"Ein Unternehmen, gerichtet auf wiederholte Fortbewegung von Personen oder Sachen über nicht ganz unbedeutende Raumstrecken auf metallener Grundlage, welche durch ihre Konsistenz, Konstruktion und Glätte den Transport großer Gewichtmassen, beziehungsweise die Erzielung einer verhältnismäßig bedeutenden Schnelligkeit der Transportbewegung zu ermöglichen bestimmt ist, und durch diese Eigenart in Verbindung mit den außerdem zur Erzeugung der Transportbewegung benutzten Naturkräften (Dampf, Elektricität, thierischer oder menschlicher Muskelthätigkeit, bei geneigter Ebene der Bahn auch schon der eigenen Schwere der Transportgefäße und deren Ladung, u. s. w.) bei dem Betriebe des Unternehmens auf derselben eine verhältnismäßig gewaltige (je nach den Umständen nur in bezweckter Weise nützliche, oder auch Menschenleben vernichtende und die menschliche Gesundheit verletzende) Wirkung zu erzeugen fähig ist,"
Wer eine solche, in der gekennzeichneten eigenartigen Weise gefährliche Verknüpfung der Metallbahn und sonstigen Triebkraft zu seinen Transportzwecken (als der über jene verknüpften Bewegungsfaktoren als wirkendes Ganze Verfügungsberechtigte) in Funktion setzt, ist Betriebsunternehmer einer Eisenbahn im Sinne des §. 1 des Reichshaftpflichtgesetzes.“